# Ashtoret obtusifrons
Ashtoret obtusifrons is een krabbensoort uit de familie van de Matutidae. De wetenschappelijke naam van de soort is voor het eerst geldig gepubliceerd in 1877 door Miers.